# 수업장학
수업장학은 교육학에서 학생들의 학습을 촉진하는 것으로 교사의 행동변화를 통해 학습을 개선시키는 것이다. 이는 공식적으로 계획되고 조직의 필요와 권위에 기초한 활동이다. 수업장학의 대상은 특정한 교사가 아닌 모든 교사로 볼 수 있다.

## 종류[2]
•임상장학 : 임상장학이란 장학을 담당하는 장학담당자(장학의 주 담당자는 학교의 교장이나 교감이 주가 된다. 여기에 외부 장학사나 전문가가 포함될 수도 있다)와 교사가 일대일 관계 속에서 수업지도에 관한 문제를 해결하고 수업기술 향상을 도모하는 지도·조언의 과정이다.
•동료장학 : 동료장학은 교사들 사이에 교육활동의 개선을 위해 서로 장학을 하는 것이다. 보통 같은 학년 혹은 과목으로 수업의 과제 해결이나 어떻게 교육해야 더 효율적인지에 대한 수업방법을 연구 및 개선하는 활동을 하는 것이 전형적이다. 동료장학은 다른 장학에 비해 자율성이 크고 협동성을 기초로 한다. 강제적인 것이 아니기 때문에 융통성 있게 운영된다.
•자기장학 : 자기장학이란 교사 개인 스스로 자신의 발전을 위해 스스로 계획을 세우고 이것을 실천하는 것으로 연수를 가거나, 연구회 강연회에 참여하는 것 그리고 전문서적과 관련 자료를 읽고 그것을 활용하는 것들이 이에 포함될 수 있다.
•약식장학 : 약식장학은 단위학교에서 교장 혹은 교감이 짧은 시간동안 순시나 수업참관을 통해 교사들에 대해 지도 조언을 제공하는 활동이다. 약식장학은 장학을 받게 되는 교사에게 교장 혹은 교감이 미리 일러주는 것이 좋고 장학의 결과를 자신들만 아는 것이 아니라 피드백 해주는 것이 중요하다.
•자체연수 : 단위학교 내에서 자체적으로 실시하는 연수활동으로, 주 장학 담당자가 전 교직원일 뿐만 아니라 대상도 전 교직원인 장학의 한 형태이다.

## 발전
장학의 발전은 근대 학교가 시작된 이후로 발전을 하게 되었는데 근대 학교가 시작된 시점은 일제식민지 시대부터이다. 이때의 장학의 형태는 교육을 담당하는 기관인 학무국이라는 곳에서 시학관이라는 사람이 교육에 관한 여러 가지 일을 담당했던 것이 그 시초라고 볼 수 있다. 그 이후 1945년 해방과 함께 우리만의 교육을 만들려고 했던 시기에는 우리의 자유정신과 미국의 영향으로 이름을 ‘장학’으로 한 민주적 장학을 시행하려고 제도를 개편하기에 이른다. 그 이후 시기들을 거치면서 장학 담당자의 수가 늘어나고 기구와 조직이 끊임없이 개편된다. 우리의 장학은 권위적이고 관료적인 장학에서 민주적인 장학으로의 발전이었는데 최근 들어 장학의 문제점이 드러나고 있는 실정이다. 이는 관료적인 장학을 대체할 만한 민주적인 장학의 방법이나 연구가 아직 덜 이루어져 있다는 것을 나타내는 것이다. 그렇기 때문에 현재에는 완전한 민주적 장학이 아닌 권위적 장학과 민주적 장학의 과도기적 상태라고 볼 수 있고 실질적인 민주적 장학이 이루어지고 있진 못한 실정이다.

## 문제점
• 장학은 민주적인 장학으로 발전함으로써 장학사의 영향이 많이 줄어들긴 하였으나 여전히 관료적이고 권위적인 장학이 많이 이루어지고 있는 실정이다. 그렇기 때문에 장학사의 역할이 중요하기 때문에 장학사 선발에 있어서 신중하고 객관적인 인사가 필요하다. 그러나 2011, 2012년 충남도교육청 장학사 선발시험 비리에 총 46명이 관여했으며 이 중 22명의 교사가 총 3억 8000여만 원을 주고 장학사 자리를 산 사건이 있었다. 이처럼 중요한 장학사의 자리를 돈으로 사고 파는 일이 일어나게 된 것이다. 이렇게 장학사 인사에 허술한 점이 발견된다면 장학시스템 자체가 허술해 질 수 있다.
• 장학에 또 다른 문제점으로는 장학직에 업무과다가 그 중 하나일 수 있다. 인원부족으로 한명의 장학사가 여러 개의 과목과 학교를 담당하고 있는 실정이기 때문에 담당업무를 제대로 수행할 수 없음은 물론이고 협력적 지원적 역할을 하기보다는 행정가, 평가자로서의 역할에만 치중하기 때문에 장학사에 대한 기대와는 상충되는 역할로 인해 장학담장자들과의 갈등을 야기하고 있는 실정이다.
• 장학직의 업무과다만 있는 것이 아니라 일선 교사들의 과다 업무도 장학을 실질적으로 진행하지 못하게 하는 요소 중 하나이다. 자율장학의 경우에는 특히나 스스로 장학을 해야 하려면 그만한 여유가 생겨야 하지만 업무과다로 인해 자율장학을 시행하지 못하고 표면적으로만 시행하는 경우가 대다수이다. 이러한 문제점이 해결되기 위해서는 과도한 행정업무가 줄어야 할 것이고 수업시간도 조절이 필요할 것으로 보인다. 이러한 이유 외에도 전문성의 결여나 장학에 대한 거부감이 장학을 방해하는 문제점으로 볼 수 있다.

## 장학의 미래
수업장학의 민주화
1)권한의 변화 : 장학담당자와 교사 사이의 관계는 예전에는 수직적인 관계에 가까웠으나 이제는 신뢰를 바탕으로 한 인간관계로의 변화가 이루어지고 그에 따라 권한도 장학담당자에서 교사에게 많이 권한이 위임되었다. 즉, 하부로의 권한이 많이 위임 된 것이다.

2)자기장학의 강화 : 기존에 장학은 장학담당자에 의한 장학이 대부분이었으나 스스로의 자율의지에 의해 수업기술을 향상 시킬 수 있도록 스스로 장학을 설계하고 방법을 제시하는 것이다.

3)의사결정의 민주화 : 권한이 변화하다보니 의사결정 또한 민주적으로 변하게 되었고 수업에 대한 피드백도 일방적인 지시가 아닌 서로의 협의를 통해 어떻게 고쳐나갈지에 대해 의견을 수렴하는 것이다. 즉, 장학에 관한 사항에 교사를 참여시키도록 노력하는 것이다.

수업장학의 전문화
1)수업장학의 과학화 ; 수업장학의 내용 및 방법을 합리적인 사고체제로 보고 이 과정에서 컴퓨터의 활용과 첨단 기술을 활용하여 장학의 효율성을 높이는 것이다.

2)장학사 양성의 전문화 ; 장학을 담당하는 사람들의 자격기준을 상향하여 장학을 담당하는 사람들을 전문성을 높은 수준으로 만드는 것이다.

3)전문화를 뒷받침 하는 행정적 제도적 장치 : 수업장학이 전문화를 이루기 위한 인사제도나 행정적 제도 등의 뒷받침이 필요하다. 특히 보수나 대우 등이 적절해야 하며 제도적으로 장학 조직을 수준별로 전문화하고 별도의 양성과정 등이 필요하다.